# 林鳳岡
林鳳岡（1645年1月11日—1732年7月22日）名又四郎、春常、信篤，字直民，号鳳岡、整宇，日本江戶時代儒學學者。
林鵞峰次子，生於江戶。因兄春信（梅洞）早逝而成為林家繼承人。1680年繼任大學頭之職，並任大藏卿法印、弘文院学士。他受到第五代將軍德川綱吉信任。綱吉令他為殿中諸士講解儒學。第八代將軍德川吉宗繼位後，又受到信任，參與幕府文書行政，並負責接待朝鮮通信使。他為江戶幕府文治政治推進做出了很大貢獻。他還編纂《武德大成記》，制定服忌令。其門人有林榴岡、井上蘭台、秋山玉山、岡島冠山、黑澤雉岡、松平乘薀等人，多出仕幕府或諸藩，為江戶時代儒學發展做出貢獻。
1723年，將家督讓給兒子林榴岡。1732年逝世。
| 林鳳岡        |                          |               |
| 前任： 林鵞峰 | 日本大學頭 1680年—1723年 | 繼任： 林榴岡 |